# 伏見宮貞敬親王
伏見宮貞敬親王（ふしみのみや さだよししんのう）は、江戸時代の日本の皇族。世襲親王家の伏見宮第19代当主。伏見宮邦頼親王の王子。幼称は嘉禰宮（かねのみや）。

## 経歴
安永8年（1779年）の後桃園天皇の崩御の際には、皇位継承の候補となった。
寛政9年（1797年）8月親王宣下。貞敬と命名される。同月元服し、上野太守に補任され三品に叙せられる。享和2年（1802年）父邦頼親王が薨去したことにより伏見宮を相続する。文化元年（1804年）兵部卿となり、翌文化2年（1805年）には二品に昇叙される。文化8年（1811年）一条輝良の女輝子（てるこ）と結婚する。天保12年（1841年）正月一品に昇叙するが、間もなく薨去した。67歳。
なお貞敬親王から見て、香淳皇后が玄孫であることから、第125代天皇明仁は来孫、第126代天皇徳仁は昆孫にあたる。

## 家族
貞敬親王は16男19女もの子宝に恵まれたが、成人した男子は5人にとどまった。幕末・明治期まで存命した男子は邦家親王と守脩親王のみである。
- 第1王子：邦家親王（1802-1872） - 20代伏見宮
- 第2王子：尊宝法親王（1804-1832） - 青蓮院門跡、223世天台座主
- 第1王女：師子女王（1805-1833）
- 第2王女：韶子女王（1806-1841） - 松平忠堯室
- 第3王子：某王（1806） - 普照院
- 第4王子：尊誠法親王（1806-1822） - 一乗院門跡
- 第3王女：日尊女王（1807-1868） - 瑞龍寺門跡
- 第5王子：某王（1808） - 清観院
- 第4王女：英子女王（1808-1857） - 徳川斉明室
- 第5王女：某女王（喜之宮、1810-1811）
- 第6王女：種子女王（1810-1863） - 錦織寺歓慈常厳室
- 第7王女：某女王（陳宮、1811-1813）
- 第6王子：某王（千嘉宮、1814-1815）
- 第8王女：増子女王（1815-1859） - 東本願寺光浄宝如室
- 第7王子：某王（苞宮、1816）
- 第9王女：宗諄女王（1816-1891） - 霊鑑寺門跡
- 第10王女：政子女王（1817-?） - 錦織寺宅慈養子、高田瑞泉寺室
- 第11王女：隆子女王（1818-1860）
- 第8王子：尊常法親王（1818-1836） - 一乗院門跡
- 第9王子：某王（和宮、1819）
- 第10王子：守脩親王（1819-1881） - 初代梨本宮
- 第11王子：某王（懐宮、1820-1831） - 聖護院門跡附弟
- 第12王子：某王（煥宮、1821）
- 第13王子：某王（佐那宮、1822-1823）
- 第14王子：某王（1822） - 戒珠院
- 第12王女：某女王（正宮、1823）
- 第15王子：某王（1824） - 証妙楽院
- 第13王女：某女王（泰宮、1824）
- 第14王女：某女王（福宮、1825）
- 第15王女：某女王（登久宮、1828）
- 第16王女：某女王（1828） - 盧遮那院
- 第16王子：某王（1829） - 漸学院
- 第17王女：直子女王（1830-1893） - 徳川慶壽室
- 第18王女：某女王（芳宮、1831）
- 第19王女：成淳女王（1834-1865） - 有栖川宮韶仁親王養女、中宮寺門跡